# M. Oliva
M. Oliva (Espanya, 1605). Teòric de la música i poeta. Va ser monjo del monestir de Santa Maria de Ripoll (Girona) i contemporani de l'abat Oliva, compte senyor del país que el 1002 es va fer monge i el 1008 va ser nomenat abat del monestir. Durant el seu manament el monestir de Santa Maria de Ripoll va tenir un esplendor extraordinari i en aquest ambient el monge homònim Oliva va poder exercir una vasta labor intel·lectual. Entre les seves obres es conta un Brevarium de música, el qual, com reconeix el seu autor al pròleg, depèn de Boeci. Consta dels següents capítols:
- I Divisio monochordi secundum generum diatonicum.
- II De simphoniis erumque speciebus.
- III De genere chromatico.
- IV De genere enharmonico
- V De octo tonis seu tropis.

Acaba amb un EpÍlogus i un Versus monochordi. El text llatí va ser publicat per Anglès.